# モバイルブロードバンド
モバイルブロードバンド（Mobile broadband,MBB）とは、無線アクセスなどの移動体通信で移動しながらブロードバンドインターネット接続することである。
無線通信によるブロードバンド回線が「モバイルブロードバンド」（Mobile broadband）と呼ばれる一方、有線によるブロードバンド回線は「ホームブロードバンド」（Home broadband）と呼ばれ、その対語として用いられている。

## 世界のモバイルブロードバンド普及率
世界のモバイルブロードバンド契約者数のOECD加盟国の2015年6月のデータから、人口100人に占めるモバイルブロードバンド契約者の割合の多い順に示す。
| 順位 | 国名             | 人口100人に対するモバイルブロードバンド契約者数 | 人口100人に対するモバイルブロードバンド契約者数 | 人口100人に対するモバイルブロードバンド契約者数 | 人口100人に対するモバイルブロードバンド契約者数 | 契約者数（人） |
| 順位 | 国名             | 汎用                                            | データ専用                                      | 未分類                                          | 合計                                            | 契約者数（人） |
| ---- | ---------------- | ----------------------------------------------- | ----------------------------------------------- | ----------------------------------------------- | ----------------------------------------------- | -------------- |
| 1    | フィンランド     | 8.1                                             | 130.7                                           |                                                 | 138.8                                           | 7,580,000      |
| 2    | 日本             | 95.6                                            | 34.8                                            |                                                 | 130.5                                           | 165,755,630    |
| 3    | スウェーデン     | 26.3                                            | 91.8                                            |                                                 | 118.1                                           | 11,455,000     |
| 4    | ニュージーランド | 33.6                                            | 84.1                                            |                                                 | 117.7                                           | 5,247,254      |
| 5    | オーストラリア   | 88.8                                            | 25.4                                            |                                                 | 114.2                                           | 26,997,000     |
| 6    | デンマーク       | 72.3                                            | 40.3                                            |                                                 | 112.6                                           | 6,351,455      |
| 7    | アメリカ合衆国   |                                                 |                                                 | 111.3                                           | 111.3                                           | 355,121,000    |
| 8    | 大韓民国         | 86.0                                            | 20.5                                            |                                                 | 106.5                                           | 53,712,42      |
| 9    | エストニア       | 55.1                                            | 49.2                                            |                                                 | 104.3                                           | 1,372,561      |
| 10   | スイス           | 91.6                                            | 12.2                                            |                                                 | 103.8                                           | 8,500,000      |
| 11   | ノルウェー       | 65.7                                            | 27.2                                            |                                                 | 92.9                                            | 4,773,849      |
| 12   | アイスランド     | 57.5                                            | 34.9                                            |                                                 | 92.3                                            | 302,300        |
| 13   | アイルランド     | 77.9                                            | 8.9                                             |                                                 | 86.8                                            | 4,006,687      |
| 14   | ルクセンブルク   | 77.6                                            | 7.9                                             |                                                 | 85.4                                            | 477,000        |
| 15   | イギリス         | 76.3                                            | 8.3                                             |                                                 | 84.6                                            | 54,629,637     |
| 16   | スペイン         | 60.2                                            | 20.1                                            |                                                 | 80.4                                            | 37,347,937     |
| 17   | スロバキア       | 66.0                                            | 10.1                                            |                                                 | 76.1                                            | 4,125,469      |
| 18   | イタリア         | 65.2                                            | 10.1                                            |                                                 | 75.3                                            | 45,807,243     |
| 19   | オランダ         | 68.6                                            | 6.5                                             |                                                 | 75.1                                            | 12,669,000     |
| 20   | チェコ           | 18.0                                            | 51.6                                            |                                                 | 69.7                                            | 7,334,497      |
| 21   | フランス         |                                                 |                                                 | 68.5                                            | 68.5                                            | 45,303,000     |
| 22   | オーストリア     | 42.3                                            | 24.9                                            |                                                 | 67.2                                            | 5,743,200      |
| 23   | ドイツ           | 51.5                                            | 14.0                                            |                                                 | 65.4                                            | 53,882,509     |
| 24   | ベルギー         | 55.6                                            | 6.1                                             |                                                 | 61.7                                            | 6,879,060      |
| 25   | ポーランド       | 41.6                                            | 15.8                                            |                                                 | 57.4                                            | 22,107,847     |
| 26   | カナダ           | 49.6                                            | 5.0                                             |                                                 | 54.6                                            | 19,397,755     |
| 27   | チリ             | 48.8                                            | 3.8                                             |                                                 | 52.6                                            | 9,373,198      |
| 28   | イスラエル       |                                                 |                                                 | 49.9                                            | 49.9                                            | 4,100,000      |
| 29   | スロベニア       | 8.2                                             | 41.5                                            |                                                 | 49.7                                            | 1,025,585      |
| 30   | トルコ           | 43.9                                            | 2.2                                             |                                                 | 46.1                                            | 35,298,635     |
| 31   | ポルトガル       | 29.9                                            | 16.1                                            |                                                 | 45.9                                            | 4,775,082      |
| 32   | メキシコ         | 45.0                                            | 0.6                                             |                                                 | 45.6                                            | 54,551,502     |
| 33   | ギリシャ         | 8.4                                             | 35.4                                            |                                                 | 43.8                                            | 4,788,753      |
| 34   | ハンガリー       | 20.1                                            | 14.3                                            |                                                 | 34.4                                            | 3,394,138      |
|      | OECD             | 73.6                                            | 11.9                                            |                                                 | 85.5                                            | 1,084,186,206  |

### 速度
2015年 - アカマイ・テクノロジーズによって行われた調査で、モバイルブロードバンドの平均回線速度が世界で最も高いのはイギリスの26.8Mbpsであった。
2021年 - Atlas VPNによって行われた調査で、モバイルブロードバンドの平均回線速度が世界で最も高いのはUAEの下り193.51Mbps、上り28.05Mbpsであった。日本は下り60.36Mbps、上り11.76Mbpsで35位。

## 端末の種類
ラップトップ・ノートパソコン・ネットブック・ゲーム機などは、イーサネット端子・PCカードスロットをなくして、無線LANを搭載するものが多くなっている。そのため、テザリングと呼ばれる無線アクセス接続を中継する機器が使用されるようになった。
| 形状                                             | 画像             | 特徴 |
| ------------------------------------------------ | ---------------- | --- |
| PDA端末タイプ                                    | PDA型            | PDA端末などをモデム等として使用し、携帯電話回線を通じてインターネットに接続する。                                                                 |
| スマートフォン端末タイプ及び、携帯電話端末タイプ | モバイル型       | テザリングでiPhoneやAndroid-Phoneなどのスマートフォン端末、携帯電話端末などをモデム等として使用し、携帯電話回線を通じてインターネットに接続する。 |
| USBメモリタイプ（ドングルと呼ばれる）            | USBスティック型  | データ通信に特化した構造で音声通話機能を省略したコンピュータに接続する小さな装置。                                                                |
| コンパクトフラッシュ（CFカード）タイプ           | CFカード型 (PHS) | CFカードとしてデータ通信用PHSカードが市販されている。                                                                                             |
| PCカードタイプ及び、ExpressCardタイプ            | ExpressCard型    | カード型インターフェース、およびその規格による拡張カード。                                                                                        |
| SDIOタイプ                                       | SDIOカード型     | SDIOカードとしてデータ通信用PHSカードが市販されている。                                                                                           |
| モバイルWi-Fiルーター                            | USBスティック型  | WiMAX等の無線WANと無線LANの間でルーティングを行うワイヤレス・ルーター（D25HWなど）。                                                              |

## 日本の主なサービスプロバイダー

### サービスプロバイダー
日本でのモバイルブロードバンド回線事業者は、2025年現在
- NTTドコモ
- KDDI (au by KDDI)
  - 沖縄セルラー電話 (au by KDDI)
- ソフトバンク（SoftBank/Y!mobile）
- 楽天モバイル

またこれ以外に仮想移動体通信事業者（MVNO）として提供されているサービスも多数存在する。

### 公衆無線LAN
| 有料サービス - フレッツ・スポット（NTT東日本、NTT西日本） - docomo Wi-Fi（NTTドコモ） - ホットスポット（NTTコミュニケーションズ） - ソフトバンクWi-Fiスポット（ソフトバンクモバイル） - BBモバイルポイント（ソフトバンクテレコム） - au Wi-Fi SPOT（ワイヤ・アンド・ワイヤレス） - Wi2 300（ワイヤ・アンド・ワイヤレス） - UQ Wi-Fi（UQコミュニケーションズ） | 無料サービス - FREESPOT（FREESPOT協議会） - みあこネット（Kyoto-Inet） - FON（日本法人はフォン・ジャパン） - Wi-Fine（NTT-BP） - FreeMobile（タケショウ） |

## 端末供給メーカー
日系メーカー
- ソニー系
  - ソニー・エリクソン・モバイルコミュニケーションズ（スウェーデンエリクソンとの合弁企業）
    - ソニーモバイルコミュニケーションズ
- 京セラ
- シャープ
- 富士通、東芝系
  - 富士通モバイルコミュニケーションズ（富士通の携帯電話部門を継承し、東芝の携帯電話部門を吸収）
    - FCNT（富士通モバイルコミュニケーションズのブランドを買収し継承）
- NEC、カシオ、日立国際電気系
  - カシオ日立モバイルコミュニケーションズ
    - NECカシオ モバイルコミュニケーションズ（従前のNECの携帯電話部門を継承の後、旧カシオ日立を吸収）

  - NECプラットフォームズ（旧社名：日通工→NECインフロンティア）
- パナソニック モバイルコミュニケーションズ（旧松下通信工業）
- セイコーインスツル（旧・セイコーインスツルメンツ）
- ネクス（旧社名：本多エレクトロン）
- 日本無線
- バンダイ
- エイビット
- ハギワラシスコム
- バッファロー
- アイ・オー・データ機器

海外メーカー
- Apple
- モトローラ
- レノボ
- ブラックベリー（カナダ　BlackBerryシリーズ）
- シエラ･ワイヤレス
- ノキア
- Option
- サムスン電子
- LGエレクトロニクス
- パンテック&キュリテル（日本ではパンテックワイヤレスジャパン）
- HTC
- ASUS
- インベンテック・アプライアンシズ
- 華為技術（Huawei）
- Longcheer Technology（Shanghai）
- 中興通訊（ZTE Corporation）
- 小米集団（Xiaomi）
- OPPO